# Jay Rodriguez
Jay Enrique Rodriguez (ur. 29 lipca 1989 w Burnley) – angielski piłkarz hiszpańskiego pochodzenia występujący na pozycji napastnika w angielskim klubie Burnley F.C.

## Kariera
Rodriguez jest wychowankiem Burnley. W pierwszym zespole zadebiutował 29 grudnia 2007 roku w meczu z Bristol City. W styczniu 2008 roku został wypożyczony do pierwszoligowego szkockiego klubu Stirling Albion. Mimo to nadal trenował z Burnley i dojeżdżał na mecze Stirling. W barwach szkockiego zespołu zadebiutował w przegranym 0:3 meczu z Celtikiem w Pucharze Szkocji. 10 czerwca 2012 roku podpisał kontrakt z Southampton.